# Monumento al Tejedor
El monumento al Tejedor, apodado el Omo (“Hombre” en lengua véneta) es una escultura de Schio (Vicenza), obra del 1879 de Giulio Monteverde. Fue encargado por Alessandro Rossi y dedicado a sus tejedores, es uno de principales sìmbolos de la ciudad. La estatua resulta ser el primer monumento en Italia dedicada a los trabajadores.

## Descripción
La estatua en piedra blanca representa un trabajador que tiene en mano una navetta parte esencial de el chasis mecànico; su mirada es dirigido justo hacia la espoleta que sostenga. A sus pies son puestos unos paños, fruto de su trabajo.
El càrter de la estatua, en granito, es en lugar obra de Antonio Caregaro Negrin; más allà dedica del monumento y al nombre del comprador, en ocho (formelle) estàn tallados una serie de mellizos que resumen la filosofía empresarial de Alessandro Rossi. Ellos son:
- Reivindicamos renovando la arte de los padres
- Iguales ante al chasis como ante a  Dios
- El futuro es de los pueblos trabajado
- Capital trabajo de ayer, trabajo capital de la mañana
- Listos a la navetta por la familia, a el rifle porl Italia y el Rey
- El trabajo  nos franquea y eleva
- Conquistas de trabajo, conquistas de oro
- Del chasis el ahorro, del ahorro la propiedad

## Historia
La historia de este monumento es muy problemática: inaugurada el 21 de septiembre de 1879, originalmente el Omo estaba ubicado en el centro de una encrucijada entre la entrada de Lanerossi y el nuevo distrito de los trabajadores, entre Calle Rossi y Maraschin. En la segunda mitad de los años treinta, debido a las necesidades relacionadas con la expansión urbana, fue trasladado a pequeños jardines públicos en el distrito de los trabajadores a lo largo de Via Maraschin. En 1945 finalmente se colocó definitivamente en la plaza principal de Schio, delante la catedral.
En mayo de 2003, la estatua fue accidentalmente derribada por una grúa que estaba realizando trabajos de mantenimiento en la plaza. Durante el año 2004, el monumento, reconstruido y restaurado, fue devuelto a la ciudadanía.

## Otros proyectas
- Wikimedia Commons contiene immagini o altri file su Monumento al Tessitore